# جبل المحبشي (المحابشة)
جبل المحبشي هي إحدى قرى عزلة حجر بمديرية المحابشة التابعة لمحافظة حجة بالجمهورية اليمنية، بلغ تعداد سكانها 1705 نسمة حسب تعداد اليمن لعام 2004.